# Jay Huff
Pour les articles homonymes, voir Huff (homonymie).
James Matthew Huff, né le 25 août 1997 à Durham en Caroline du Nord, est un joueur américain de basket-ball évoluant au poste de pivot.

## Biographie

### Université
De 2017 à 2021, il évolue pour les Cavaliers de la Virginie.
Ayant terminé son cursus universitaire, il est automatiquement éligible à la draft NBA 2021, mais n'est pas sélectionné.

### NBA
Le 18 octobre 2021, il signe un contrat two-way en faveur des Lakers de Los Angeles pour la saison à venir. Il est coupé le 12 janvier 2022.
Début mars 2023, il signe un contrat two-way avec les Wizards de Washington.
En juillet 2023, il signe un contrat two-way en faveur des Nuggets de Denver.
En juillet 2024, il signe un contrat two-way avec les Grizzlies de Memphis. Son contrat two-way est converti en un contrat standard fin octobre 2024.
En juillet 2025, il est échangé aux Pacers de l'Indiana contre 1 second tour et 1 second tour swap. 

## Statistiques

### Universitaires
Les statistiques de Jay Huff en matchs universitaires sont les suivantes :
| Saison    | Équipe   | Matchs   | Titul.   | Min./m   | % Tir    | % 3pts   | % LF     | Rbds/m.  | Pass/m.  | Int/m.   | Ctr/m.   | Pts/m.   |
| --------- | -------- | -------- | -------- | -------- | -------- | -------- | -------- | -------- | -------- | -------- | -------- | -------- |
| 2016-2017 | Virginia | Redshirt | Redshirt | Redshirt | Redshirt | Redshirt | Redshirt | Redshirt | Redshirt | Redshirt | Redshirt | Redshirt |
| 2017-2018 | Virginia | 12       | 0        | 8.8      | .680     | .286     | .625     | 1.9      | .3       | .1       | 1.2      | 3.4      |
| 2018-2019 | Virginia | 34       | 0        | 9.3      | .604     | .452     | .667     | 2.1      | .2       | .2       | .7       | 4.4      |
| 2019-2020 | Virginia | 30       | 18       | 25.0     | .571     | .358     | .540     | 6.2      | .8       | .4       | 2.0      | 8.5      |
| 2020-2021 | Virginia | 25       | 25       | 27.0     | .585     | .387     | .837     | 7.1      | 1.0      | .5       | 2.6      | 13.0     |
| Carrière  | Carrière | 101      | 43       | 18.3     | .588     | .386     | .679     | 4.5      | .6       | .3       | 1.6      | 7.6      |

## Distinctions personnelles
- Champion NCAA (2019)
- Second-team All-ACC (2021)
- ACC All-Defensive Team (2021)